# 273
| 273                |
| ------------------ |
| Dødsfald - Fødsler |
|                    |

| Gregoriansk kalender | 273 CCLXXIII            |
| Ab urbe condita      | 1026                    |
| Armensk kalender     | I/T                     |
| Kinesiske kalender   | 2969 – 2970 壬辰 – 癸巳 |
| Etiopisk kalender    | 265 – 266               |
| Jødisk kalender      | 4033 – 4034             |
| Hindukalendere       |                         |
| - Vikram Samvat      | 328 – 329               |
| - Shaka Samvat       | 195 – 196               |
| - Kali Yuga          | 3374 – 3375             |
| Iransk kalender      | 349 BP – 348 BP         |
| Islamisk kalender    | 360 BH – 359 BH         |

Se også 273 (tal)